# Matej Černič
Matej Černič (Gorizia, 13 de setembro de 1978) é um jogador de voleibol da Itália que competiu nos Jogos Olímpicos de 2004.
Em 2004, ele fez parte da equipe italiana que conquistou a medalha de prata no torneio olímpico, no qual atuou em sete partidas.